# Robert II van Harcourt
Robert II van Harcourt bijgenaamd de Sterke of de Stoutmoedige (overleden rond 1212) was van 1154 tot aan zijn dood heer van Harcourt en van 1204 tot aan zijn dood baron van Elbeuf. Hij behoorde tot het huis Harcourt.

## Levensloop
Robert II was de zoon van heer Willem van Harcourt en Hue van Amboise. Na het overlijden van zijn vader rond 1154 erfde hij de heerlijkheid Harcourt en de andere Normandische familiebezittingen.
Rond 1179 huwde hij met zijn nicht Johanna, dochter van graaf Robert II van Meulan. Door het huwelijk kwam hij na de dood van zijn schoonvader in 1204 in bezit van de heerlijkheden Elbeuf, Beaumesnil en La Saussaye.
In 1189 nam hij deel aan de Derde Kruistocht, waarbij hij koning Richard Leeuwenhart van Engeland begeleidde. In de herfst van 1192 werd hij op de terugweg samen met Richard gevangengenomen door hertog Leopold V van Oostenrijk.
In 1200 was hij bij het Verdrag van Le Goulet tussen koning Filips II van Frankrijk en koning Jan zonder Land van Engeland een van de negen baronnen die als gijzelaar de vrede moesten garanderen. Ook werd hij meermaals vermeld als getuige in charters van de Engelse koningen Hendrik II en Richard Leeuwenhart, die eveneens hertogen van Normandië waren.
Robert II van Harcourt overleed rond het jaar 1212.

## Nakomelingen
Robert en Johanna kregen verscheidene kinderen, onder wie Richard (overleden in 1242), heer van Harcourt en baron van Elbeuf.